# Saltangará

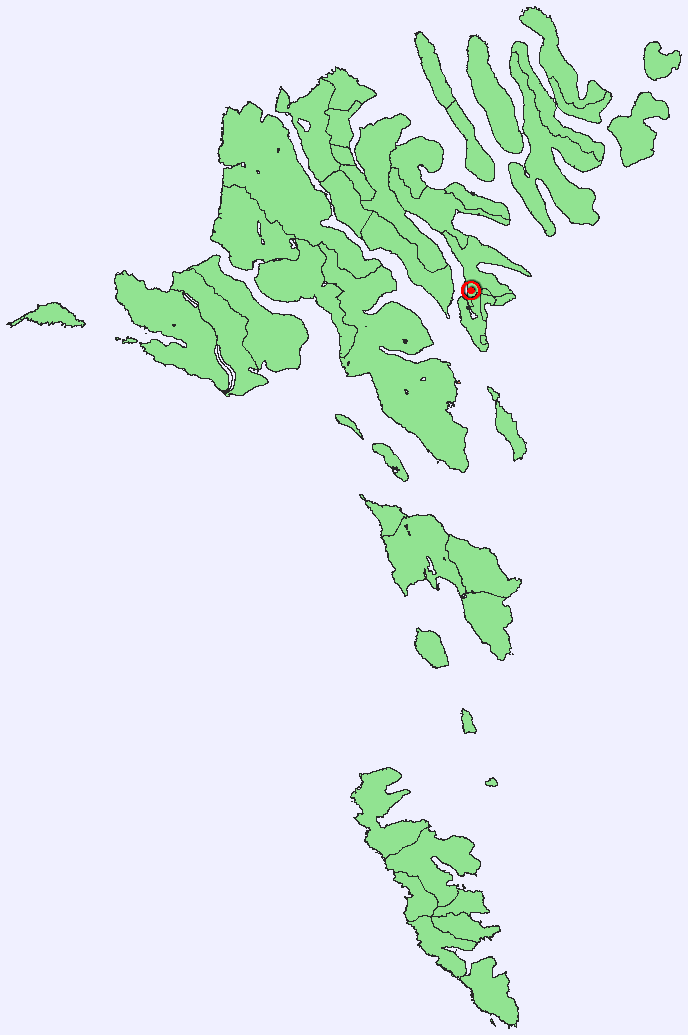
Saltangará

Saltangará [ˈsaltaŋgaɹɔa] (dänisch: Saltangerå) ist ein Ort der Färöer im Süden Eysturoys.
- Einwohner: 981 (1. Januar 2015)
- Postleitzahl: FO-600
- Kommune: Runavíkar kommuna

Saltangará wurde 1846 gegründet und liegt am Ostufer des langen Fjords Skálafjørður. Es ist Verwaltungssitz der Kommune. Dem langgestreckten Ort schließen sich südlich der Ort Runavík und nördlich Glyvrar an.

## Persönlichkeiten
- Kári P. Højgaard (* 1951), färöischer Politiker des Sjálvstýrisflokkurin, der in Saltangará lebt.
- Jens Martin Knudsen (* 1967), färöischer Fußballtorwart